# Raspailia clathrata
Raspailia clathrata är en svampdjursart som beskrevs av Ridley 1884. Raspailia clathrata ingår i släktet Raspailia och familjen Raspailiidae. Inga underarter finns listade i Catalogue of Life.